# Elecciones municipales de Chachapoyas de 1995
Las elecciones municipales de Chachapoyas de 1995 se llevaron a cabo el 12 de noviembre de 1995 para elegir al alcalde y al Concejo Provincial de Chachapoyas para el periodo 1995-1998. La elección se celebró simultáneamente con elecciones municipales en todo el país.
Este proceso estuvo marcado por la total ausencia de candidaturas de partidos políticos tradicionales, un evento sin precedentes y que no volvería a repetirse en la historia. Por primera vez, y acentuando la tendencia observada en los comicios de 1993, las listas independientes dominaron por completo el escenario local. Leonardo Rojas, candidato de la Lista Independiente N° 3 y quien había ocupado el segundo lugar en las elecciones anteriores, fue elegido alcalde provincial con una amplia mayoría de votos. La composición del concejo provincial quedó exclusivamente en manos de representantes independientes.
A nivel distrital, aunque la Lista Independiente N° 3 logró la alcaldía provincial, obtuvo el control de solo dos distritos y quedando en segundo lugar en votos. En contraste, la Lista Independiente N° 5, que había quedado en segundo lugar en la elección provincial, emergió como la principal fuerza política a nivel distrital, asegurando quince de los veinte concejos distritales, incluyendo Leimebamba, el segundo más poblado de la provincia. El distrito con mayor número de votantes, La Jalca, fue ganado por la Lista Independiente N° 7. Por primera vez en la historia, todos los distritos de la provincia fueron gobernados por independientes, un fenómeno que no volvería a repetirse hasta las elecciones de 2018.

## Sistema electoral
La Municipalidad Provincial de Chachapoyas es el órgano administrativo y de gobierno de la provincia de Chachapoyas. Está compuesta por el alcalde y el Concejo Provincial.
La votación del alcalde y el concejo se realiza en base al sufragio universal, que comprende a todos los ciudadanos nacionales mayores de dieciocho años, empadronados y residentes en la provincia de Chachapoyas y en pleno goce de sus derechos políticos, así como a los ciudadanos no nacionales residentes y empadronados en la provincia de Chachapoyas.
El Concejo Provincial de Chachapoyas está compuesto por 14 regidores elegidos por sufragio directo para un período de tres (3) años, en forma conjunta con la elección del alcalde (quien lo preside). La votación es por lista cerrada y bloqueada. Se asigna a la lista ganadora los escaños según el método d'Hondt o la mitad más uno, lo que más le favorezca. Es elegido como alcalde el candidato que ocupe el primer lugar de la lista que haya obtenido la más alta votación.

## Composición del Concejo Provincial de Chachapoyas
La siguiente tabla muestra la composición del Concejo Provincial de Chachapoyas antes de las elecciones.
| Partidos | Partidos                                             | Regidores |
| -------- | ---------------------------------------------------- | --------- |
|          | Lista Independiente Cambio 93                        | 11        |
|          | Lista Independiente 6 de Junio                       | 3         |
|          | Lista Independiente Frente Cívico para el Desarrollo | 2         |
|          | Partido Aprista Peruano                              | 1         |
|          | Acción Popular                                       | 1         |

## Partidos y candidatos
A continuación se muestra una lista de los principales partidos y alianzas electorales que participaron en las elecciones:
| Candidatura | Candidatura | Partidos y alianzas                                                        | Candidatos | Candidatos                 | Ideología              | Resultado previo | Resultado previo | Ref. |
| Candidatura | Candidatura | Partidos y alianzas                                                        | Candidatos | Candidatos                 | Ideología              | Votos (%)        | Reg.             | Ref. |
| ----------- | ----------- | -------------------------------------------------------------------------- | ---------- | -------------------------- | ---------------------- | ---------------- | ---------------- | ---- |
|             | IND         | Lista - Lista Independiente N° 3 6 de Junio                                |            | Leonardo Rojas Sánchez     | Localismo chachapoyano | Nuevo            | Nuevo            |      |
|             | IND         | Lista - Lista Independiente N° 5 Movimiento Mayoría Popular Amazonense     |            | Sin información disponible | Localismo chachapoyano | Nuevo            | Nuevo            |      |
|             | IND         | Lista - Lista Independiente N° 9 Movimiento 5 de Setiembre                 |            | Sin información disponible | Localismo chachapoyano | Nuevo            | Nuevo            |      |
|             | IND         | Lista - Lista Independiente N° 7 Frente Cívico para Desarrollo Chachapoyas |            | Sin información disponible | Localismo chachapoyano | Nuevo            | Nuevo            |      |

## Resultados

### Sumario general
|                        |                                                                    |              |              |              |           |           |
| Partidos y coaliciones | Partidos y coaliciones                                             | Voto popular | Voto popular | Voto popular | Regidores | Regidores |
| Partidos y coaliciones | Partidos y coaliciones                                             | Votos        | %            | ±pp          | Total     | +/−       |
|                        | Lista Independiente N° 3 6 de Junio                                | 5,985        | 43.92        | n/a          | 8         | +8        |
|                        | Lista Independiente N° 5 Movimiento Mayoría Popular Amazonense     | 3,924        | 28.80        | n/a          | 3         | +3        |
|                        | Lista Independiente N° 9 Movimiento 5 de Setiembre                 | 2,588        | 18.99        | n/a          | 2         | +2        |
|                        | Lista Independiente N° 7 Frente Cívico para Desarrollo Chachapoyas | 1,129        | 8.29         | n/a          | 1         | +1        |
|                        |                                                                    |              |              |              |           |           |
| Total                  | Total                                                              | 13,626       |              |              | 14        | –5        |
|                        |                                                                    |              |              |              |           |           |
| Votos válidos          | Votos válidos                                                      | 13,626       | 84.85        | +4.16        |           |           |
| Votos en blanco        | Votos en blanco                                                    | 1,420        | 8.84         | +6.28        |           |           |
| Votos nulos            | Votos nulos                                                        | 1,012        | 6.30         | –10.45       |           |           |
| Votos emitidos         | Votos emitidos                                                     | 16,058       | 70.19        | +43.39       |           |           |
| Abstenciones           | Abstenciones                                                       | 6,820        | 29.81        | –43.39       |           |           |
| Votantes registrados   | Votantes registrados                                               | 22,878       |              |              |           |           |
|                        |                                                                    |              |              |              |           |           |
| Fuente:                |                                                                    |              |              |              |           |           |

### Concejo Provincial de Chachapoyas
| Cargo                              | Autoridad electa              | Partido político | Partido político                                                   |
| ---------------------------------- | ----------------------------- | ---------------- | ------------------------------------------------------------------ |
| Alcalde Provincial de Chachapoyas  | Leonardo Rojas Sánchez        |                  | Lista Independiente N° 3 6 de Junio                                |
| Regidora Provincial de Chachapoyas | Doris Vilcarromero de Mallqui |                  | Lista Independiente N° 3 6 de Junio                                |
| Regidor Provincial de Chachapoyas  | Enrique Vigil Angulo          |                  | Lista Independiente N° 3 6 de Junio                                |
| Regidor Provincial de Chachapoyas  | Neill Román Robles            |                  | Lista Independiente N° 3 6 de Junio                                |
| Regidor Provincial de Chachapoyas  | Alejandro Silva Reina         |                  | Lista Independiente N° 3 6 de Junio                                |
| Regidor Provincial de Chachapoyas  | Laines Rabanal Díaz           |                  | Lista Independiente N° 3 6 de Junio                                |
| Regidor Provincial de Chachapoyas  | Eduardo Sáenz Piedra          |                  | Lista Independiente N° 3 6 de Junio                                |
| Regidor Provincial de Chachapoyas  | Manuel Ordóñez Mori           |                  | Lista Independiente N° 3 6 de Junio                                |
| Regidor Provincial de Chachapoyas  | Francisco Montes Chávez       |                  | Lista Independiente N° 3 6 de Junio                                |
| Regidor Provincial de Chachapoyas  | Víctor Garnique Parraguez     |                  | Lista Independiente N° 5 Movimiento Mayoría Popular Amazonense     |
| Regidor Provincial de Chachapoyas  | Augusto Jiménez Valdivia      |                  | Lista Independiente N° 5 Movimiento Mayoría Popular Amazonense     |
| Regidora Provincial de Chachapoyas | Eneida Tenorio Concha         |                  | Lista Independiente N° 5 Movimiento Mayoría Popular Amazonense     |
| Regidor Provincial de Chachapoyas  | Óscar Torres Quiroz           |                  | Lista Independiente N° 9 Movimiento 5 de Setiembre                 |
| Regidor Provincial de Chachapoyas  | Héctor Alcalde Quiroz         |                  | Lista Independiente N° 9 Movimiento 5 de Setiembre                 |
| Regidor Provincial de Chachapoyas  | Carlos Burga Oyarce           |                  | Lista Independiente N° 7 Frente Cívico para Desarrollo Chachapoyas |

## Elecciones municipales distritales

### Sumario general
| Partidos y coaliciones | Partidos y coaliciones                                             | Voto popular | Voto popular | Voto popular | Alcaldías | Alcaldías |
| Partidos y coaliciones | Partidos y coaliciones                                             | Votos        | %            | ±pp          | Total     | +/−       |
| ---------------------- | ------------------------------------------------------------------ | ------------ | ------------ | ------------ | --------- | --------- |
|                        | Lista Independiente N° 5 Movimiento Mayoría Popular Amazonense     | 2,812        | 42.59        | n/a          | 15        | +15       |
|                        | Lista Independiente N° 3 6 de Junio                                | 1,900        | 28.78        | n/a          | 2         | +2        |
|                        | Lista Independiente N° 9 Movimiento 5 de Setiembre                 | 880          | 13.33        | n/a          | 1         | +1        |
|                        | Lista Independiente N° 7 Frente Cívico para Desarrollo Chachapoyas | 865          | 13.10        | n/a          | 1         | +1        |
|                        | Listas independientes distritales                                  | 145          | 2.20         | n/a          | 1         | +1        |
|                        |                                                                    |              |              |              |           |           |
| Total                  | Total                                                              | 6,602        |              |              | 20        | ±0        |
|                        |                                                                    |              |              |              |           |           |
| Votos válidos          | Votos válidos                                                      | 6,602        | 81.41        | +9.81        |           |           |
| Votos en blanco        | Votos en blanco                                                    | 927          | 11.43        | +5.88        |           |           |
| Votos nulos            | Votos nulos                                                        | 581          | 7.16         | –15.69       |           |           |
| Votos emitidos         | Votos emitidos                                                     | 8,110        | 65.71        | n/a          |           |           |
| Abstenciones           | Abstenciones                                                       | 4,232        | 34.29        | n/a          |           |           |
| Votantes registrados   | Votantes registrados                                               | 12,342       |              |              |           |           |
|                        |                                                                    |              |              |              |           |           |
| Fuente:                |                                                                    |              |              |              |           |           |

### Resultados por distrito
Las siguientes tablas enumeran el control de los distritos de la provincia de Chachapoyas. El cambio de mando de una organización política se resalta del color de ese partido.
| Distrito                | Alcalde(sa) titular           | Partido político | Partido político                 | Alcalde(sa) electo(a)     | Partido político | Partido político          |
| ----------------------- | ----------------------------- | ---------------- | -------------------------------- | ------------------------- | ---------------- | ------------------------- |
| Asunción                | Franklin Castillo Puerta      |                  | Frente Cívico para el Desarrollo | Luis Camus Rojas          |                  | Lista Independiente N° 5  |
| Balsas                  | Francisco Vera Chávez         |                  | Cambio 93                        | Francisco Vera Chávez     |                  | Lista Independiente N° 5  |
| Cheto                   | Albino Culquimboz Santillán   |                  | Cambio 93                        | Pedro Reátegui Perea      |                  | Lista Independiente N° 5  |
| Chiliquín               | César Bobadilla Chuquimbalqui |                  | Cambio 93                        | Lázaro Quiroz Chuqui      |                  | Lista Independiente N° 5  |
| Chuquibamba             | Felipe Vergaray Ocampo        |                  | Cambio 93                        | Felipe Vergaray Ocampo    |                  | Lista Independiente N° 5  |
| Granada                 | Félix Culqui Gaslac           |                  | Cambio 93                        | Isac Chuquibala Valle     |                  | Lista Independiente N° 3  |
| Huancas                 | Indalecio Inga Puscan         |                  | Acción Popular                   | Andrés Mas Herrera        |                  | Lista Independiente N° 5  |
| La Jalca                | Víctor Rojas Horna            |                  | Frente Cívico para el Desarrollo | Víctor Rojas Horna        |                  | Lista Independiente N° 7  |
| Leimebamba              | Gustavo Correa Coronel        |                  | Partido Aprista Peruano          | José Chappa Villacorta    |                  | Lista Independiente N° 5  |
| Levanto                 | Tadeo Castillo Soplín         |                  | Cambio 93                        | Tadeo Castillo Soplín     |                  | Lista Independiente N° 5  |
| Magdalena               | David Caro Rodríguez          |                  | Cambio 93                        | David Caro Rodríguez      |                  | Lista Independiente N° 5  |
| Mariscal Castilla       | Octavio Valle Caman           |                  | Cambio 93                        | Óscar Caman Caman         |                  | Lista Independiente N° 11 |
| Molinopampa             | Rómulo Mas Portocarrero       |                  | Cambio 93                        | José Oliva Cruz           |                  | Lista Independiente N° 3  |
| Montevideo              | Óscar Huablocho Llaja         |                  | 6 de Junio                       | Adalid Rojas Tafur        |                  | Lista Independiente N° 5  |
| Olleros                 | Lindo Trauco Mas              |                  | Partido Aprista Peruano          | Vidal Sopla Bacalla       |                  | Lista Independiente N° 5  |
| Quinjalca               | Conrado Culqui Mirano         |                  | Cambio 93                        | Felicísimo Pinedo Culqui  |                  | Lista Independiente N° 5  |
| San Francisco de Daguas | Benjamín Rojas Tejada         |                  | Cambio 93                        | Benjamín Rojas Tejada     |                  | Lista Independiente N° 5  |
| San Isidro de Maino     | José Santillán Picón          |                  | Acción Popular                   | José Santillán Picón      |                  | Lista Independiente N° 5  |
| Soloco                  | Salvador Tuesta Castillo      |                  | Cambio 93                        | Jaime Castillo Pizarro    |                  | Lista Independiente N° 9  |
| Sonche                  | Arístides Cruz Cruz           |                  | Partido Aprista Peruano          | Teodoro Pizarro Santillán |                  | Lista Independiente N° 5  |